# Rade Plakalović
Rade Plakalović (* 12. Mai 1960 in Novi Sad) ist ein ehemaliger serbischer Fußballspieler und nunmehriger -trainer.

## Karriere

### Als Spieler
Plakalović begann seine Karriere beim FK Hajduk Beška. Zur Saison 1981/82 wechselte er nach Vermittlung seines Landsmannes Milo Đukić zum viertklassigen SCR Altach nach Österreich. In Altach sollte der Serbe einer der größten Spieler der Vereinsgeschichte werden. Zunächst stieg er mit den Vorarlbergern 1986 in die Regionalliga auf, 1991 folgte dann gar der Aufstieg in die 2. Division. Nach dem Aufstieg gab er im Juli 1991 gegen den SK Austria Klagenfurt sein Zweitligadebüt. In der Saison 1991/92 kam er zu 33 Zweitligaeinsätzen, mit Altach musste er aber direkt wieder in den Amateurbereich absteigen.
Zur Saison 1992/93 verließ Plakalović den Verein nach elf Jahren und wechselte nach Liechtenstein, wo er Spielertrainer des USV Eschen-Mauren wurde.

### Als Trainer
Nach seiner Station als Spielertrainer im Fürstentum kehrte Plakalović zur Saison 1994/95 als Chefcoach nach Altach zurück. Im September 1995 trennte sich die Wege wieder. Im April 1998 übernahm er den Regionalligisten FC Dornbirn 1913, der unter seiner Führung am Ende der Saison 1997/98 aber aus der Westliga abstieg. Nach der Saison 1998/99 verließ er Dornbirn. Zwischen 2000 und 2003 trainierte er dann den viertklassigen FC Lauterach.
Zur Saison 2004/05 kehrte er wieder nach Altach zurück, wo er Co-Trainer von Hans-Jürgen Trittinger wurde, der den Klub wieder in die zweite Liga geführt hatte. Nach der Saison 2004/05 verließ Trittinger den Verein und Michael Streiter wurde Cheftrainer, Plakalović blieb in Folge in dessen Trainerstab erhalten. Am Ende der Saison 2005/06 stieg Altach unter Streiters Führung erstmals in die Bundesliga auf. Im April 2007 trennten sich Streiter und Altach, woraufhin Plakalović interimsweise Cheftrainer des Bundesligisten wurde. Der Serbe betreute die Altacher in sieben Spielen, wovon zwei gewonnen wurden. Zur Saison 2007/08 wurde er von Manfred Bender abgelöst und kehrte wieder auf seine angestammte Position zurück. Bender wurde im Januar 2008 durch Heinz Fuchsbichler ersetzt. Unter Fuchsbichler stieg der SCRA wieder in die zweite Liga ab. Nach dem Abstieg verließen Fuchsbichler und sein Co-Trainer Plakalović den Verein.
Im Januar 2011 übernahm er den fünftklassigen SV Lochau als Trainer, den er bis zum Ende der Saison 2013/14 betreute. Im September 2015 wurde er Trainer des siebtklassigen FC Riefensberg. Im April 2017 trennte sich der Verein von ihm. Zur Saison 2017/18 wurde er Trainer des Regionalligisten VfB Hohenems, den er, wie bereits bei Amtsantritt geplant, bis zur Winterpause betreute.
Zur Saison 2019/20 übernahm er den fünftklassigen SV Frastanz.